# 2. HVL 2009.
Druga hrvatska vaterpolska liga je predstavljala treći rang hrvatskog vaterpolskog prvenstva 2009., te je bila podijeljena u dvije skupine.

## Ljestvice

### Sjever
| mj | klub                    | ut | pob | ner | por | golovi  | bod |
| -- | ----------------------- | -- | --- | --- | --- | ------- | --- |
| 1. | Brodograditelj Betina   | 13 | 13  | 0   | 0   | 210:116 | 26  |
| 2. | Adriatic Šibenik        | 13 | 9   | 0   | 4   | 144:129 | 18  |
| 3. | Pula                    | 14 | 8   | 0   | 6   | 159:151 | 16  |
| 4. | Jadran Kostrena         | 14 | 7   | 1   | 6   | 170:153 | 15  |
| 5. | Dinamo Ghetaldus Zagreb | 14 | 7   | 0   | 7   | 167:154 | 14  |
| 6. | Kruna Osijek            | 14 | 6   | 1   | 7   | 172:203 | 13  |
| 7. | CPK Crikvenica          | 14 | 4   | 0   | 14  | 129:165 | 8   |
| 8. | Coning Varaždin         | 14 | 1   | 0   | 13  | 123:203 | 2   |

 Izvori: 

 vkkruna-osijek.com 

 Hrvatski športski almanah 2009/2010.

### Jug
| mj | klub        | ut | pob | ner | por | gol+ | gol* | bod |
| -- | ----------- | -- | --- | --- | --- | ---- | ---- | --- |
| 1. | Cavtat      | 12 | 10  | 0   | 2   | 186  | 121  | 20  |
| 2. | Gusar Mlini | 12 | 8   | 0   | 4   | 158  | 133  | 16  |
| 3. | Jadran Neum | 12 | 6   | 0   | 6   | 146  | 141  | 12  |
| 4. | KPK Korčula | 12 | 0   | 0   | 12  | 117  | 212  | 0   |

 Izvori: 

 Hrvatski športski almanah 2009/2010.